# Myloplus torquatus
Myloplus torquatus es una especie de pez de la familia Serrasalmidae en el orden de los Characiformes.
Vive en zonas de clima tropical.
Es un pez de agua dulce, en las cuencas de los ríos  Amazonas, Negro y Orinoco.